# Хеиџи
Хеиџи (平治) је јапанска ера (ненко) која је настала после Хоген и пре Еирјаку ере. Временски је трајала од априла 1159. до јануара 1160. године и припадала је Хејан периоду. Владајући монарх био је цар Ниџо.

## Важнији догађаји Хеиџи ере
- 23. јануар 1159. (Хеиџи 1, трећи дан првог месеца ): Цар посећује свог оца.[3]
- 19. јануар-5. мај 1159. (Хеиџи 1, 9th-26th day of the 12th month): Настаје Хеиџи побуна[4] позната и као „Хеиџи рат“.